# Kukiz'15
Кукіз'15 (пол. Kukiz'15) — політичний рух у Польщі на чолі з панк-музикантом Павелом Кукізом. Рух засновано після того, як Кукіз взяв участь у президентських виборах 2015, здобувши 21 % голосів і посівши третє місце у першому турі виборів. Першорядне для Кукіза питання — це заміна пропорційної виборчої системи Польщі одномандатними мажоритарними виборчими округами, що стало предметом референдуму у вересні 2015 року.
Рух особливо популярний у середовищі молоді: серед виборців віком від 18 до 29 років Кукіз'15 набрав 42 % голосів.
На парламентських виборах 2015 року Кукіз'15 посів третє місце, здобувши 8,81 % голосів, що дало 42 мандати в Сеймі. У Сенаті партія не має жодного представника.

## Ставлення до України
У лютому 2016 року партія запропонувала побудувати на польсько-українському кордоні стіну, щоб не давати змогу біженцям обхідними шляхами пробиратися до Польщі.

У січні 2018 року польський сейм з ініціативи депутатів партії Кукіз'15 ухвалив закон «про пеналізацію бандеризму», який передбачає кримінальну відповідальність для осіб, які заперечують злочини українських націоналістів у роки Другої світової війни. Депутат партії Томаш Жимковський назвав ухвалення цього закону «своїм найбільшим успіхом у цій каденції».